# Елена Гилберт
Еле́на Ги́лберт (англ. Elena Gilbert) — семнадцатилетняя девушка, персонаж американского телесериала «Дневники вампира», созданного Джули Плек и Кевином Уильямсоном на основе серии романов «Дневники вампира», написанных Лизой Джейн Смит, где Елена также является главной героиней. В телесериале роль Елены Гилберт исполняет Нина Добрев.
Елена Гилберт живёт в вымышленном городке Мистик-Фоллс, штат Вирджиния с младшим братом Джереми и тётей Дженной, ставшей официальным опекуном брата и сестры после гибели их родителей в автокатастрофе. Основной сюжетной линией являются её отношения с вампирами Стефаном Сальваторе и его старшим братом Дэймоном. В ходе развития сюжета выясняется, что Елена является двойником своего предка — Кэтрин Пирс, что делает её сверхъестественным существом. Несмотря на то, что характеры Елены и Кэтрин абсолютно противоположны, Нина Добрев сказала, что ей нравится играть обеих героинь. В четвёртом сезоне Елена обращается в вампира и это сильно меняет её характер и восприятие мира.
В шестом сезоне 22 серии Елена засыпает из-за заклинания Кая, и очнется только тогда, когда умрет Бонни. В конце сезона её друзья и Дэймон прощаются с Еленой и переносят гроб с ней в фамильный склеп Сальваторе.
В 16 серии 8 сезона пробуждается, выходит замуж за Деймона Сальваторе и вместе с ним проживает человеческую жизнь.

## Концепция и создание персонажа
9 марта 2009 года было объявлено, что канадская актриса болгарского происхождения Нина Добрев, известная по роли Миа Джонс в канадской подростковой драме «Деграсси: Следующее поколение», утверждена на роль Елены Гилберт. Она была утверждена второй после Стивена Р. МакКуина, которого утвердили на роль брата Елены — Джереми Гилберта. Нина проходила прослушивание, будучи больной гриппом, и исполнительный продюсер Кевин Уильямсон описал его как «худшее прослушивание», и что он «даже не смотрел её во второй раз». Однако Нина, заинтересованная ролью, отправила своё прослушивание на видеокассете, что позволило ей пройти его и быть утверждённой на роль.
Первоначально Нина Добрев считала, что будет играть «плохую девочку» — книжный образ, но продюсеры телесериала Джули Плек и Кевин Уильямсон решили изменить этот образ. После прочтения сценария Добрев узнала, что также будет играть 534-летнего двойника Елены — вампира Кэтрин Пирс, характер которой является полной противоположностью характеру Елены. Нина описала это как «одну из самых редких, самых крутых возможностей на телевидении — играть двух людей одновременно». Чтобы отличить Елену от её двойника, Нина меняет свою внешность: «Изменение причёски помогает мне измениться», — сказала Нина журналу Glamour.

## Образ персонажа

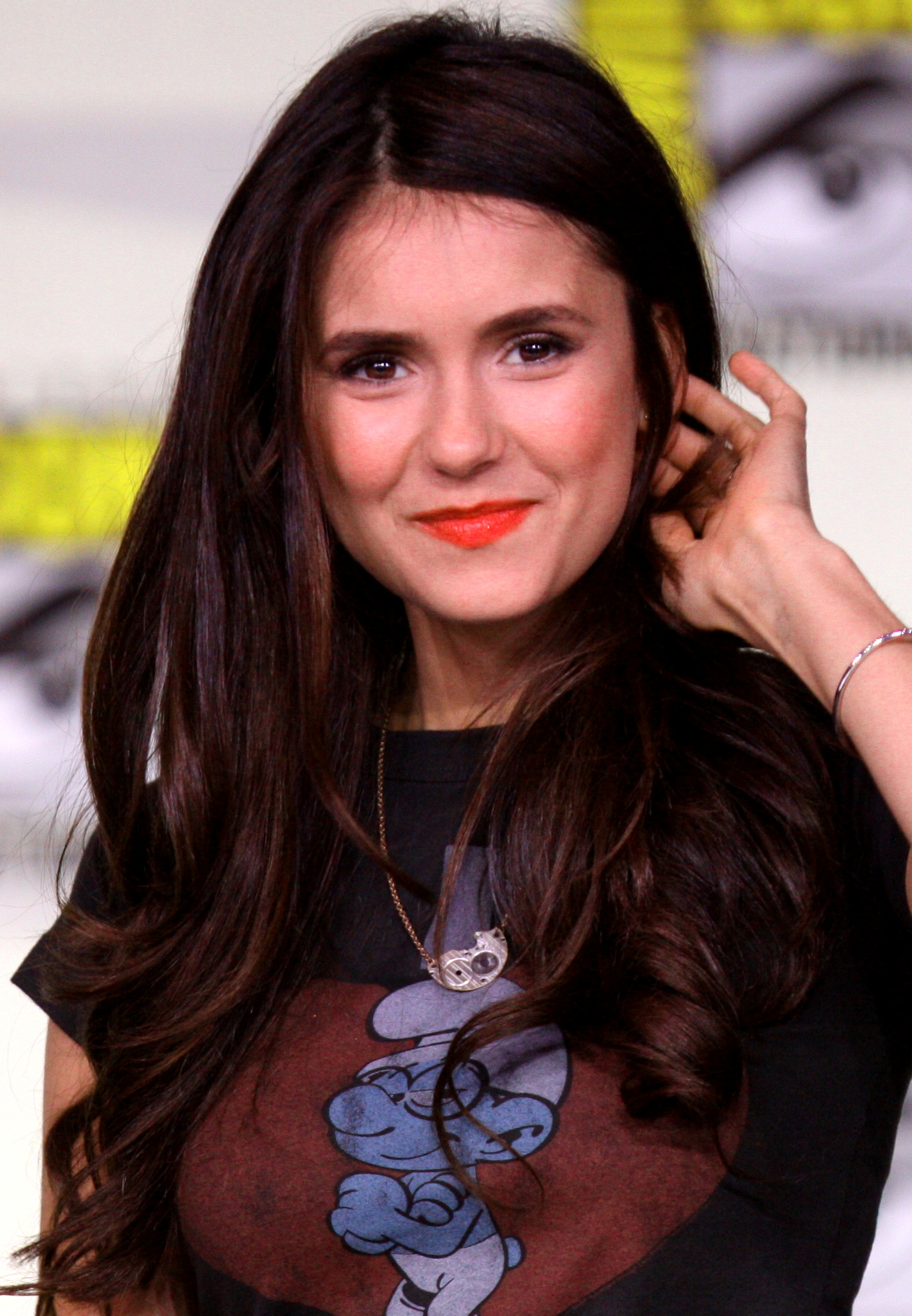
Нина Добрев, исполняющая роль Елены Гилберт

В книгах Елена описывается «золотой» девочкой, популярной, эгоистичной блондинкой с лазурно-голубыми глазами, однако продюсеры телесериала Джули Плек и Кевин Уильямсон решили, что этот образ не станет правильным решением. Вместо этого они решили показать Елену скромной, отзывчивой «девушкой по соседству». Вместе с характером героини была изменена и её внешность — золотые локоны и голубые глаза заменили на длинные прямые каштановые волосы и карие глаза. В книгах Елена описывалась «Тигрицей», в то время, как Кэтрин «Котёнком», но в сериале решили сделать наоборот.
В первом сезоне мы видим, что Елена является очень популярной девушкой в школе, также, по словам Бонни, до того, как Елена стала встречаться со Стефаном, она ни разу за школьное время не оставалась без парня.
Описывая Елену из книг, Добрев сказала, что она является «одной из дрянных девчонок, которые получают то, что хотят… и она блондинка с голубыми глазами». Кэтрин, с другой стороны, она описала как «коварную и самовлюбленную», Описывая Елену несколько лет спустя, Добрев сказала, что та превратилась из «маленькой, наивной, грустной девушки» в «сильную женщину».
В сериале мы видим, что Елена — надежный и верный друг, который не оставит друзей в беде никогда.

### Отношения

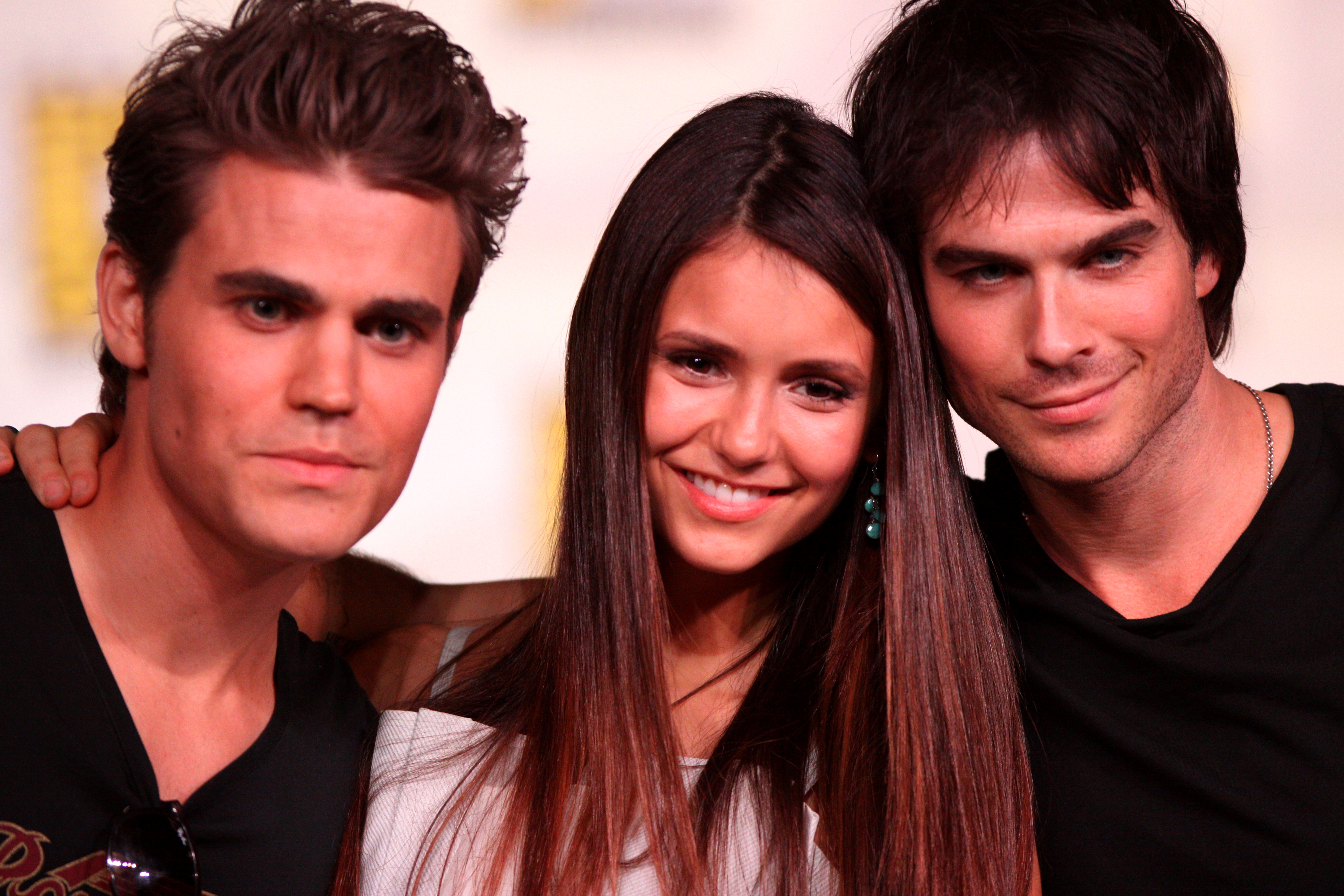
Пол Уэсли (Стефан Сальваторе), Нина Добрев (Елена Гилберт) и Иэн Сомерхолдер (Дэймон Сальваторе)

До автокатастрофы встречалась с Мэттом Донованом, и, по словам подруги Елены Кэролайн Форбс, «они были друг у друга первыми». Мэтт продолжает испытывать к Елене чувства. До того, как машина семьи Гилберт слетела с моста, Елена была на вечеринке, где они с Мэттом поссорились из-за того, что он строил планы, а она этого не хотела.
По её словам, между ними не было страсти, и Елена ещё до автокатастрофы хотела расстаться с Мэттом. С начала учебного года начала встречаться со Стефаном Сальваторе. В 10 серии первого сезона у Елены и Стефана происходит первый секс.
По мере развития сюжетной линии у Елены возникает привязанность к брату Стефана — Дэймону. После того, как Елена стала вампиром, она начала встречаться с Дэймоном. В 7 серии 4-го сезона между ними происходит секс. В финале четвёртого сезона Елена, освобождённая от кровной связи с Дэймоном, подтверждает, что влюблена в Дэймона, несмотря на его худшие качества.
Говоря о различии качеств Стефана и Дэймона, Нина сказала, что они имеют «разные качества, которые очень привлекательны», которые в совокупности делают «идеального мужчину», «Стефан совершенный, сладкий, защищающий и любящий, а Дэймон — спонтанный и умный, веселый и интересный». В интервью TVLine Джули Плек говорила, что в паре «Елена и Дэймон» Елена «действительно верит, что её чувства на 100 процентов подлинные и настоящие», и пара «хочет быть вместе, но понимает, что они не должны, и всё же на самом деле хочет. Так что же они будут делать?». Сердце Стефана разбито и он чувствует гнев и предательство со стороны Дэймона и Елены. Несколькими месяцами ранее Пол Уэсли призвал поклонников Стефана и Елены не терять надежды, заявив: «Фанаты должны обязательно иметь надежду. Важно помнить, что любовь Стефана и Елены слишком сильна, и это было основой первого сезона — вы не можете полностью игнорировать это». Позже, при обсуждении Стефана и Елены, Плек сказала: «Они любят друг друга так глубоко, как только два человека могут любить друг друга, но это не значит, что их отношения непогрешимы».

### Характер и роль в сюжете
Елена — главная героиня сериала. Судьба девушки лежит в центре сюжета, с ней так или иначе связаны почти все главные события Дневников Вампира. В начале сериала Елена — обыкновенная девушка, живущая «правильной жизнью», но при этом жертва трагических обстоятельств — несколько месяцев назад Елена потеряла своих родителей в автокатастрофе. Статус жертвы останется за Еленой на протяжении всего сериала, но, несмотря на тяжёлую судьбу, она хоть иногда и даёт слабину, но потом находит в себе силы «возродиться из пепла». Елена предстаёт перед нами как добрая, честная, смелая и сильная духом девушка, способная любить преданно и бескорыстно. Елена — верная подруга, всегда готовая прийти на помощь. Способность девушки идти на самопожертвование ради спасения близких людей — её главное отличие от Кэтрин.

### Предыстория
Елена Гилберт родилась 22 июня 1992 года, на начало сериала живёт в Мистик-Фоллс, штат Вирджиния, является дочерью Джона Гилберта и Изабель Флемминг и приёмной дочерью Грейсона и Миранды Гилберт. У неё есть младший брат Джереми Гилберт и тётя Дженна Соммерс. Грейсон и Миранда Гилберт погибают в автокатастрофе, и Дженна становится официальным опекуном Елены и Джереми.

### Сюжетная линия
Елена переживает потерю родителей, но приходит время возвращаться в школу. В первый же день она встречает нового студента Стефана Сальваторе. Они мгновенно находят общий язык и начинают встречаться. В Елену также влюбляется старший брат Стефана — Дэймон. Вскоре Елена понимает, что Стефан и Дэймон — вампиры. В комнате Стефана Елена находит портрет девушки, удивительно похожей на неё, и Стефан вынужден рассказать ей, что именно эта девушка 145 лет назад превратила их с Дэймоном в вампиров, и именно из-за неё и происходит вражда между братьями. Также Стефан раскрыл Елене тайну её спасения в ночь аварии, в которой погибли её родители. С помощью Стефана Елена выясняет, что Грейсон и Миранда Гилберт являются её приемными родителями, а настоящий отец — Джон Гилберт, человек, которого она считала дядей и недолюбливала, а мать — Изабель Флемминг, которая забеременев будучи подростком, родила в клинике Грейсона Гилберта и после родов исчезла.
Во 2-м сезоне Елена узнаёт, что она является двойником Катерины Петровой (Кэтрин Пирс), а значит, должна быть принесена в жертву для высвобождения сущности оборотня Клауса. В итоге, Елена погибает во время ритуала, но её спасает Джон Гилберт, который с помощью заклинания Бонни пожертвовал своей жизнью ради жизни дочери. Её тётя Дженна, как часть ритуала, была обращена в вампира и убита Клаусом, тем самым оставив Елену без опекуна. В конце 2-го сезона она прощает умирающего от укуса оборотня Дэймона за то, что он заставил её выпить его крови, и целует его с мыслью, что это могут быть последние часы Дэймона. Однако чуть позже он исцеляется с помощью крови Клауса. Для того, чтобы получить кровь Клауса, Стефан должен превратиться в жестокого убийцу и уйти вместе с ним.
На протяжении 3-го сезона Елена изо всех сил старается вернуть Стефану его человечность, «отключённую» до этого Никлаусом. В этом, а также в борьбе с Древним гибридом ей помогает Дэймон, отчего они всё больше сближаются. Позже она признаётся Стефану, что испытывает чувства и к его брату. Во время их совместного пребывания в Денвере между Еленой и Дэймоном возникает сильное притяжение, которое провоцирует страстный поцелуй, прерванный Джереми. Она окончательно запуталась в своих чувствах к братьям Сальваторе. Тем не менее, в конце сезона она всё-таки выбирает Стефана, так как с ним она встретилась раньше (как она думала). По возвращении из Денвера, во время ремонта, Елена падает в обморок, и Джереми отвозит её в больницу. Однако, ситуация со здоровьем Елены более опасна, чем кажется на первый взгляд, и Мередит Фелл, работающая в больнице врачом, вводит ей кровь Дэймона, чтобы сохранить её жизнь. Аларик, как опекун, пытается забрать Елену из больницы, но Джереми опережает его. Позже Джереми и Мэтт принимают решение увезти Елену из города. Когда Аларик убивает Никлауса — родоначальника вампирской линии братьев Сальваторе, Кэролайн Форбс, Тайлера Локвуда, Елена находится в машине Мэтта по дороге из города. Она вынуждена принять решение с кем ей попрощаться: с Дэймоном или со Стефаном, Кэролайн и Тайлером. Выбрав Стефана, они с Мэттом возвращаются в Мистик-Фоллс, но из-за внезапного появления на пути Ребекки, не справившись с управлением, падают с моста в воду. Подоспевший к месту аварии Стефан, по просьбе Елены спасает Мэтта. Елена тонет, но так как в тот момент в её организме присутствует вампирская кровь, она возвращается к жизни через некоторое время, став вампиром. Во время обращения она вспоминает, что первым она встретила Дэймона: в ожидании машины родителей Елена шла с вечеринки, на которой поругалась с Мэттом, и встретилась с Дэймоном, который затем внушил Елене забыть их первую встречу.
В начале 4-го сезона Елена вынуждена принять решение остаться вампиром, завершив обращение, или остаться человеком и умереть. Зная о желании Стефана быть с ней, она решает завершить обращение. Стефан обучает Елену пить кровь животных, но её организм отторгает её, как и кровь Дэймона и донорскую кровь. Позже Елена расстаётся со Стефаном из-за усилившихся чувств к Дэймону, но Дэймон, узнав о кровной связи между ними, ставит под сомнение искренность чувств Елены. Также она узнаёт, что есть лекарство от вампиризма и что Стефан вместе с Клаусом ищут его. Чтобы найти путь к лекарству, брат Елены — Джереми должен завершить татуировку охотника за вампирами. Завершённая убийством брата Клауса — Коула (и всех вампиров его кровной линии), татуировка направляет их на остров. Пробудившийся Сайлас убивает Джереми. После смерти Джереми Елена была не в себе, и Дэймон, чтобы помочь ей справиться с болью, попросил её отключить человечность, после чего Елена испортила отношения со всеми людьми, которые были ей дороги. Братья Сальваторе принимают решение вернуть Елене человечность. Но на выпускном каждый из её друзей осознаёт, что прежней Елены больше нет, а после её попытки убить Бонни братья идут на крайние меры и запирают Елену в подвале своего дома. К Елене вернулись чувства после того, как Дэймон убил Мэтта, и она трансформировала всю свою боль в ненависть к Кэтрин, в результате чего между ними происходит драка, в конце которой Елена заставляет Кэтрин принять лекарство. В финале сезона Елена признается в своих чувствах Деймону.
5 сезон начинается с того, что Елена пишет сообщения Бонни, ни подозревая о том, что ей отвечает её же брат, а Бонни мертва.
В 6 сезоне Елена просит, чтобы Аларик стёр ей воспоминания о том, что она любила Деймона, потому что не справляется с его потерей. Вскоре Деймон возвращается. Деймон думает, если посмотреть друг другу в глаза, то она всё вспомнит, но ничего не получилось. Елена хочет вернуть воспоминания, но Аларик становится человеком и не может ей помочь. По сюжету всё-таки она по-новому влюбляется в Деймона и они снова начинают встречаться. В 6 сезоне 20 серии принимает лекарство от вампиризма. В 6 сезоне 22 серии Кай соединил жизнь Бонни и Елены. В итоге Елена засыпает на 60 лет и проснётся только после того, как умрёт Бонни. Гроб вместе с Еленой помещают в фамильный склеп Сальваторе.
В 16 серии 8 сезона Бонни находит заклинание, которое пробуждает Елену. Она выходит замуж за Деймона Сальваторе, заканчивает мед.школу. Прожив человеческую жизнь вместе со своим мужем, умерев, она обретает покой с приёмными родителями, Дженной и Джоном Гилбертом.

### Обращение в вампира
В романе «Ярость» Елена, по мнению Джули Плек и Кевина Уильямсона, была превращена в вампира слишком рано. На телеэкране обращение Елены в вампира планировалось в течение двух лет. Плек сказала: «Чувствуется, что слишком быстро и стремительно, а мы не хотели делать шоу о девочке-подростке, которая мгновенно становится вампиром. Но мы всегда знали, что её путь в конечном счете закончится этим».
В конце второго сезона Елена чуть было не обратилась в вампира. В интервью Нина Добрев сказала, что «счастлива, что Елена не стала вампиром. Я думаю, это было бы слишком рано» и «я не думаю, что она готова к этому. Я не думаю, что это то, чего она хочет».
В третьем сезоне сериала у Елены случается кровоизлияние в мозг, изначально принятое за сотрясение мозга, и Мередит Фелл, работающая в больнице врачом, вводит ей кровь Дэймона, чтобы сохранить ей жизнь. С кровью вампира в организме Елена тонет, но через некоторое время возвращается к жизни.
В интервью «The Hollywood Reporter» Джули Плек сказала: «Елена становится вампиром, что в некотором смысле является пробуждением человека, который собирается пройти через множество изменений — некоторые к лучшему, а некоторые в худшую сторону».

## Отзывы критиков
Изначально, Елена Гилберт получила негативные отзывы. Стив Вест сравнил «Дневники вампира» и Елену с фильмом «Сумерки» и его главной героиней Беллой Свон. Вест сказал, что «путь Елены более накалённый, чем у Беллы, ведь за неё борются два вампира».
После превращения Елены в вампира Карина Адли Маккензи из «Zap2it» надеется, что проявится «жестокая» сторона Елены, когда «кто-то обидит людей, которых она любит». Маккензи отметила, что когда человек становится вампиром «его сильные черты характера усиливаются» и надеется, что не увидит удвоенные «сострадание и самоотверженность» Елены в «помощи старушкам с их продуктами и кормлении раненых животных».
Робин Росс из «TV Guide» также надеется, что после того как Елена «попробует вкус к крови», она потеряет контроль. До превращения Елены в вампира, Росс думала, что она «немного скучная», и надеется, что Елена последует инстинкту и «прекратит защищать чувства каждого».
Романы Елены со Стефаном и Дэймоном стали популярными у зрителей, которые назвали их пары «Стелена» и «Делена». Энди Свифт с сайта «HollywoodLife» похвалил отношения Елены и Дэймона, который был комбинацией настоящей любви и кровной связи, надеясь, что они будут жить «долго и счастливо».
Влада Гельман из «TVLine» считает, что роман Стефана и Елены «закончится в довольно зрелом состоянии для молодого любовного треугольника» и сомневается в том, что Елена «готова начать отношения с Дэймоном», ведь Стефан не собирается пока уезжать из города.

## Награды и номинации
За роль Елены Гилберт Нина Добрев с 2010 получила две номинации и пять наград премии «Teen Choice Awards», а также две номинации и две награды премии «People’s Choice Awards».
| Год  | Премия                 | Категория                                 | Номинант(ы)                   | Результат |
| ---- | ---------------------- | ----------------------------------------- | ----------------------------- | --------- |
| 2010 | Teen Choice Award 2010 | «Прорыв года: женская роль в сериале»     | Нина Добрев                   | Победа    |
| 2010 | Teen Choice Award 2010 | «Лучшая актриса фантастического сериала»  | Нина Добрев                   | Победа    |
| 2011 | Teen Choice Award 2011 |                                           |                               |           |
| 2011 | Teen Choice Award 2011 | «Лучшая актриса фантастического сериала»  | Нина Добрев                   | Победа    |
| 2011 | Teen Choice Award 2011 | «Горячая женщина»                         | Нина Добрев                   | Номинация |
| 2011 | Teen Choice Award 2011 | «Вампир»                                  | Нина Добрев                   | Номинация |
| 2012 | Teen Choice Award 2012 |                                           |                               |           |
| 2012 | Teen Choice Award 2012 | «Лучшая актриса фантастического сериала»  | Нина Добрев                   | Победа    |
| 2012 | Выбор народа 2011      |                                           |                               |           |
| 2012 | Выбор народа 2011      | «Любимая драматическая телеактриса»       | Нина Добрев                   | Победа    |
| 2013 | Teen Choice Award 2013 |                                           |                               |           |
| 2013 | Teen Choice Award 2013 | «Лучшая актриса фантастического сериала»  | Нина Добрев                   | Победа    |
| 2013 | Выбор народа 2012      |                                           |                               |           |
| 2013 | Выбор народа 2012      | «Любимая актриса многосерийной драмы»     | Нина Добрев                   | Номинация |
| 2014 | Выбор народа 2013      |                                           |                               |           |
| 2014 | Выбор народа 2013      | «Любимая актриса фантастического сериала» | Нина Добрев                   | Номинация |
| 2014 | Выбор народа 2013      | «Любимая экранная пара»                   | Нина Добрев и Иэн Сомерхолдер | Победа    |

## Коммерческая продукция
Компания по производству игрушек «Tonner Doll Company, Inc.» создала куклы Елены, Кэтрин, Стефана и Дэймона в костюмах настоящего времени и в костюмах 1864 года.